# Andalo Valtellino
Andalo Valtellino  ist eine Gemeinde in der Provinz Sondrio in der Lombardei, Italien. 

## Lage und Einwohner
Die Gemeinde Andalo Valtellino liegt knapp 33 Kilometer westlich von der Provinzhauptstadt Sondrio entfernt und hat 590 Einwohner (Stand 31. Dezember 2023).
Die Nachbargemeinden sind Delebio, Dubino, Mantello und Rogolo.